# Petroica bivittata
La petroica alpina (Petroica bivittata De Vis, 1897) è un uccello della famiglia dei Petroicidi originario della Nuova Guinea.

## Tassonomia
Attualmente vengono riconosciute due sottospecie di petroica alpina:
- P. b. caudata Rand, 1940 (Nuova Guinea centro-occidentale);
- P. b. bivittata De Vis, 1897 (Nuova Guinea centro-orientale e sud-orientale).

## Distribuzione e habitat
La petroica alpina vive nelle foreste pluviali di montagna della regione centrale della Nuova Guinea.